# Guardami negli occhi (Francesco Renzi)
Guardami negli occhi è il terzo album discografico del cantautore italiano Francesco Renzi.

## Descrizione
- Realizzato nell'anno 2011.
- Etichetta e produzione discografica MEA Sound (CD BB 56).
- Distribuzione a cura della MEA SAS.
- Testi, musiche ed arrangiamenti di Francesco Renzi, con le partecipazioni di L. Di Filippo, M. Di Carluccio.
- Mixaggio e masterizzazione a cura della Midi Sound Studio (Salvatore Petrone).
- La traccia nr. 12, Medley, è l'insieme dei ritornelli di alcuni dei più noti brani dell'artista.

## Registrazione
- Pianoforte: Damiano Abbate
- Batteria: Salvatore Signorelli
- Chitarre: Raffaele Iovino, Albo Biondi
- Basso: Camilla Casaluce
- Percussioni: Gino Abbate
- Sax: Gianni Gentile
- Cori: Damiano Abbate, Daniela abbate

## Tracce
1. Ogni volta che ti chiama amore - 4'04" (D. Abbate - F. Renzi)
2. Volare sopra il sole - 3'43" (D. Abbate - F. Renzi)
3. Chella già fa ammore (feat. Alessio) - 3'41" (D. Abbate - F. Renzi)
4. Bellissima - 3'23" (D. Abbate - F. Renzi)
5. Lontana da me - 3'24" (D. Abbate - F. Renzi)
6. Te stai spusanne - 4'23" (D. Abbate - F. Renzi)
7. Nun ce penzà (feat. Nunzia) - 3'19" (D. Abbate - F. Renzi)
8. Brivido - 3'35" (D. Abbate - F. Renzi)
9. Cuore - 3'57" (D. Abbate - F. Renzi)
10. Sarò grande... vedrai - 3'58" (L. Di Filippo - D. Abbate)
11. Cu te nun ce vò sta - 3'10" (M. Di Carluccio - D. Abbate)
12. Medley - 5'07"